# En hård dags nat
En hård dags nat er en dansk kortfilm fra 1987 med instruktion og manuskript af Elisabeth Rygård.

## Handling
En film om psykisk arbejdsmiljø. Thor er fabriksarbejder og tillidsmand. Eva er sygeplejerske. Hun skal fungere sammen med patienter, pårørende og forskellig personalegrupper på en stresset arbejdsplads. Han skal som tillidsmand prøve at få et samarbejde til at fungere mellem arbejder og ledelse på en stor fabrik. Kravene slider på dem begge, da de tager problemerne med hjem, og det går ud over deres indbyrdes forhold og børnene.